# The Originals
Это статья о музыкальном альбоме группы Kiss. О классическом составе сборной Новой Зеландии по регби см. статью «Ориджинал Олл Блэкс».
The Originals — альбом-сборник, переиздание первых трех альбомов американской рок-группы Kiss: Kiss, Hotter Than Hell и Dressed to Kill, вышел в комплекте с 16-страничным буклетом с историей Kiss, стикером цвета Kiss Army и листом с шестью картами в 1976 году.

## Об альбоме
Диск был выпущен, чтобы стимулировать продажи ранних альбомов перед альбомом Destroyer, чтоб тот стал первым золотым альбомом Kiss. Он достиг пика, попав на 36-е место в чартах США в сентябре 1976.

## Список композиций
Запись I — Kiss
- A1. «Strutter» (3:10) — Пол Стэнли/Джин Симмонс
- A2. «Nothin’ To Lose» (3:26) — Симмонс
- A3. «Firehouse» (3:18) — Стэнли
- A4. «Cold Gin» (4:21) — Эйс Фрэйли
- A5. «Let Me Know» (2:58) — Стэнли
- B1. «Kissin Time» (3:52) — Kal Манн/Берни Лоу
- B2. «Deuce» (3:05) — Стэнли
- B3. «Love Theme From Kiss» (2:24) — Стэнли/Симмонс/Фрэйли/Питер Крисс
- B4. «100,000 Years» (3:22) — Стэнли/Симмонс
- B5. «Black Diamond» (5:11) — Стэнли

Запись II — Hotter than Hell
- A1. «Got To Choose» (3:52) — Стэнли
- A2. «Parasite» (3:01) — Фрэйли
- A3. «Goin’ Blind» (3:34) — Симмонс/Стивен Коронель
- A4. «Hotter Than Hell» (3:30) — Стэнли
- A5. «Let Me Go, Rock 'N Roll» (2:16) — Стэнли/Симмонс
- B1. «All The Way» (3:17) — Симмонс
- B2. «Watchin’ You» (3:45) — Симмонс
- B3. «Mainline» (3:50) — Стэнли
- B4. «Comin’ Home» (2:37) — Стэнли/Фрэйли
- B5. «Strange Ways» (3:17) — Фрэйли

Запись III — Dressed to Kill
- A1. «Room Service» (2:59) — Стэнли
- A2. «Two Timer» (2:48) — Симмонс
- A3. «Ladies In Waiting» (2:32) — Симмонс
- A4. «Getaway» (2:44) — Фрэйли
- A5. «Rock Bottom» (3:55) — (Intro: Фрэйли) Стэнли
- B1. «C’mon And Love Me» (2:59) — Стэнли
- B2. «Anything For My Baby» (2:34) — Стэнли
- B3. «She» (4:08) — Симмонс/Коронель
- B4. «Love Her All I Can» (2:41) — Стэнли
- B5. «Rock and Roll All Nite» (2:49) — Стэнли/Симмонс